# Brits-Guiana op de Olympische Zomerspelen 1956
Brits-Guiana, het huidige Guyana, nam deel aan de Olympische Zomerspelen 1956 in Melbourne, Australië. Ook de derde deelname bleef zonder medailles.

## Deelnemers en resultaten

### Atletiek
| Olympiër            | Discipline | Resultaat | Prestatie              |
| ------------------- | ---------- | --------- | ---------------------- |
| Oliver Hunter       | 100m (m)   | 40e       | serie 10: 5de in 11,22 |
| Oliver Hunter       | 200m (m)   | 46e       | serie 7: 4de in 22,54  |
|                     |            |           |                        |
| Claudette Masdammer | 100m (v)   | 32e       | serie 6: 5de in 12,7   |
| Claudette Masdammer | 200m (v)   | 21e       | serie 4: 4de in 25,4   |

### Gewichtheffen
| Olympiër         | Discipline | Resultaat | Prestatie                                                                             |
| ---------------- | ---------- | --------- | ------------------------------------------------------------------------------------- |
| Henry Swain      | -56kg (m)  | 13e       | duwen: 12de met 80kg trekken: 12de met 82,5kg stoten: 12de met 110kg totaal: 272,5kg  |
| Winston McArthur | -75kg (m)  | 11e       | duwen: 11de met 140kg trekken: 12de met 100kg stoten: 6de met 112,5kg totaal: 352,5kg |

Afghanistan · Argentinië · Australië · Bahama's · België · Bermuda · Birma · Brazilië · Brits-Guiana · Bulgarije · Cambodja* · Canada · Ceylon · Chili · Colombia · Cuba · Denemarken · Duits eenheidsteam · Egypte* · Ethiopië · Fiji · Filipijnen · Finland · Frankrijk · Griekenland · Groot-Brittannië · Hongarije · Hongkong · Ierland · IJsland · India · Indonesië · Iran · Israël · Italië · Jamaica · Japan · Joegoslavië · Kenia · Liberia · Luxemburg · Malakka · Mexico · Nederland* · Nieuw-Zeeland · Nigeria · Noord-Borneo · Noorwegen · Oeganda · Oostenrijk · Pakistan · Peru · Polen · Portugal · Puerto Rico · Roemenië · Singapore · Sovjet-Unie · Spanje* · Taiwan · Thailand · Trinidad en Tobago · Tsjecho-Slowakije · Turkije · Uruguay · Venezuela · Verenigde Staten · Vietnam · Zuid-Afrika · Zuid-Korea · Zweden · Zwitserland*

*alleen deelgenomen in Stockholm